# Goranka
Goranka je žensko osebno ime.

## Izvor imena
Ime Goranka je ženska oblika imena Goran.

## Pogostost imena
Po podatkih Statističnega urada Republike Slovenije je bilo na dan 31. decembra 2007 v Sloveniji število ženskih oseb z imenom Gorana: 27.

## Osebni praznik
V koledarju je ime Goranka skupaj z imenom Goran; god praznuje 23. ali pa 24. februarja.